# Massala (Burkina Faso)
Pour les articles homonymes, voir Massala.
Massala est une commune située dans le département de Dédougou de la province du Mouhoun au Burkina Faso.